# Дейв Пілкі
Дейв Пілкі (англ. Dav Pilkey) — американський письменник та ілюстратор дитячої літератури.

## Біографія
Народився 4 березня 1966 року в Клівленді, Огайо, США, у сім'ї Девіда М. Пілкі (менеджер з продажу на металургійній компанії) та Барбари Пілкі (органістка в церкві). Має старшу сестру Сінді.
Навчався в Лютиранській школі Св. Джона, яка розташовувалася в місті Елірія, Огайо. У початковій школі у нього виявили синдром порушення активності та уваги та дислексію. Пілкі часто карали за погану поведінку на заняттях та виганяли з класу на коридор, де стояла парта. Сидячи там, юний Пілкі й вигадав персонажа Капітана Підштанька.
1983 року Пілкі працював у ресторані-піцерії «Pizza Hut», де мусив носити бейджик з власним іменем. Через технічні негаразди його ім'я надрукували як «Dav». Таке написання свого імені сподобалося майбутньому письменнику і він вирішив залишити його, зберігши при цьому стару вимову — Дейв. 1984 року вступив до Університету штату Кент, де спеціалізувався на вивченні мистецтва.
1993 року переїхав до Орегону, а 1999 поселився на невеличкому острові в штаті Вашингтон. 2005 року одружився з Саюрі, професійною музиканткою та власницею ресторану суші.

## Творчість
1987 року світ побачила перша книга письменника — «Виграна світова війна» (англ. World War Won), що є алюзією на ядерні гонки США та Радянського Союзу. Твір розповідає про двох монархів (Лис та Єнот), які посварилися і тепер погрожують один одному застосуванням усього свого військового арсеналу: лазерів з картоплі, вибухових сигар та автоматичних томатів. Друга книга письменника — «У ніч перед Днем подяки» (англ. 'Twas the Night Before Thanksgiving) — вийшла 1990 року та розповідала про школярів, які подорожують на ферму з вирощування індиків та зрештою заводять дружбу з цими птахами. Книга стала одним із найвідоміших творів про День подяки.
1990 року Пілкі розпочав книжкову серію про пригоди Дракона, яка складається з п'яти романів: «Друг дракона» (1990), «Дракон проходить поруч» (1991), «Гладка кішка Дракона» (1992), «Драконовий Хелловін» (1993) та «Драконове щасливе Різдво» 1994). У 1994—1997 світ побачила ще одна серія книг письменника про пригоди сімейства кроликів — «Дурненькі кролики» (англ. Dumb Bunnies), а незабаром на телеканалі CBS відбулася трансляція однойменний серіалу, знятого на основі цих книг. Пілкі написав «Дурненьких кроликів» під псевдонімом Сью Денім. Ба більше, він вигадав біографію письменниці, позував для її фотографії (Пілкі з намальованими губами у чорній перуці та окулярах) та опублікував список виданих нею книг.
1996 року Пілкі написав книгу «Газетний хлопчик» (англ. The Paperboy), згадавши як тринадцятирічним юнаком розвозив пресу на своєму велосипеді. У 1997—1999 роках видавав серію книг «Великий песик і Маленький песик» (англ. Big Dog & Little Dog), яка намічалася для немовлят та дітей, які тільки-но починають ходити. Видання містили щонайменше тексту та величезні ілюстрації.
У 2000—2016 роках періодично виходила серія книг про пригоди мишеня Рікі Рікотта, яке потоваришувало з величезним роботом. Однак, Дейв Пілкі найбільш відомий своєю серію книг про пригоди супергероя капітана Підштанька (англ. Captain Underpants). Станом на 2015 рік вийшло 12 книг серії, а 2017 року світ побачив мультфільм під назвою «Капітан Підштанько: Перше епічне кіно». Ба більше, використовуючи псевдоміни Джордж Бірд та Гарольд Гатчінс, Пілкі написав ще й цілий ряд спін-офів про цього супергероя. Письменник вигадав свого легендарного персонажа, навчаючись в початковій школі — якось вчителька вжила в реченні слово «підштаньки», що сильно розсмішило весь клас. Саме тоді Дейв і зрозумів, який сміхотворний ефект викликає в людей спідня білизна.

## Українські переклади
- Пілкі, Дейв (2017). Пригоди капітана Підштанька. Книга 1. Переклад з англ.: Ірина Ємельянова. Київ: КМ-Букс. 128 стор. ISBN 978-617-7498-62-8. {{cite book}}: стрип-маркер templatestyles в |інші= на позиції 12 (довідка)
- Пілкі, Дейв (2017). Капітан Підштанько і атака балакучих унітазів. Книга 2. Переклад з англ.: ?. Київ: КМ-Букс. 128 стор. ISBN 978-617-7498-74-1. {{cite book}}: стрип-маркер templatestyles в |інші= на позиції 12 (довідка)